# Tere zomervlinder
De tere zomervlinder (Hemistola chrysoprasaria) is een nachtvlinder uit de familie Geometridae, de spanners.
De vlinder heeft geen specifieke eisen aan zijn omgeving en is zeldzaam in Nederland.
De vliegtijd is van april tot en met augustus.